# ثورن‌هاف
ثورن‌هاف (به انگلیسی: Thornhaugh) یک روستا و محله مدنی در بریتانیا است که در پیتربورو واقع شده‌است.